# 光果野罂粟
光果野罂粟（学名：Papaver nudicaule var. aquilegioides f. aquilegioides）为罂粟科罂粟属野罂粟下的一个变型。

## 扩展阅读
- 維基物種上的相關：光果野罂粟